# Грб Савског венца
Грб општине Савски венац састоји се од кривудаве хоризонталне линије која симболизује реку Саву са три брда која припадају Савском Венцу (Дедиње, Топчидер и Кошутњак). Двоглави орао и круна симболизују да је ова територија традиционално место државног поглавара (Савском Венцу припадају Стари Двор и Бели Двор) док сам венац алудира на име општине. На барјацима су застава Београда и општинска застава. Усвојен је 29. јула 2004. године.

## Изглед грба
Општина Савски венац користи грб у три нивоа, као Основни, Средњи и Велики грб.

### Основни грб
Основни грб општине Савски венац је црвени штит на коме је зелени тробрег (симболише три брда Дедиње, Кошутњак и Топчидер) у чијем је подножју сребрна таласаста греда (река Сава), а изнад ње преко свега златан храстов венац у дну везан српском тробојком, преко тога је постављен сребрни двоглави орао златно оружан и истих таквих језика и ногу на чијем је грудима круна Краља Петра I у природним бојама.

### Средњи грб
Средњи грб је истоветан Основном грбу, али је штит надвишен златном бадемастом круном са три зупца (мерлона) изнад штита.

### Велики грб
Велики грб је истоветан Средњем грбу али садржи и два држача у виду сребрних лабудова, златних кљунова и ноката и црних ногу, крила подигнута за полетање; сваки држач придржава јарбол стега, природне боје и златом окован, златног врха и то десни држач истим таквим ресама оперважен стег града Београда, а леви држач истим таквим ресама оперважен стег општине Савски венац. Постамент Великог грба црним словима исписано је САВСКИ ВЕНАЦ.

### Књиге и научни чланци
- Ацовић, Драгомир М. (2000). Грбови града Београда. Београд: Српска књижевна задруга.
- Ацовић, Драгомир М. (2008). Хералдика и Срби. Београд: Завод за уџбенике.  152135692

### Правна регулатива
- „Статут градске општине Савски венац” (PDF). Службени лист града Београда 45/08. 17. 11. 2008. стр. 40—52.